# Ophrion trisum
Ophrion trisum är en tvåvingeart som först beskrevs av Townsend 1919.  Ophrion trisum ingår i släktet Ophrion och familjen parasitflugor.
Artens utbredningsområde är Guatemala. Inga underarter finns listade i Catalogue of Life.